# Joseph Kahahawai
Joseph "Joe" Kahahawai Jr. (25 de dezembro de 1909 — 8 de janeiro de 1932) foi um pugilista havaiano nativo acusado de estuprar a socialite Thalia Massie. Ele foi raptado e assassinado após ser libertado depois de um processo judicial inconclusivo que terminou com o julgamento do júri suspenso.

## Primeiros anos de vida
Joseph Kahahawai nasceu na zona rural de Maui, em 25 de dezembro de 1909. Sua família se mudou para Honolulu e posteriormente seus pais se divorciaram. Ele viveu com sua mãe, que depois se casou novamente, enquanto Kahahawai mantinha contato com seu pai. Após o ensino fundamental, Kahahawai frequentou a Saint Louis School por meio de uma bolsa de estudos esportivas para jogar no time de futebol do ensino médio, construindo uma reputação positiva. Devido à Grande Depressão, Kahahawai nunca se formou e teve vários empregos. Ele também se alistou na Guarda Territorial do Havaí. Como pugilista, Kahahawai lutou tanto profissionalmente sob a alcunha de Joe Kalani quanto como membro do 298º Regimento de Infantaria.

## Sequestro e assassinato
Com um júri suspenso — entravado por evidências conflitantes — resultando em um julgamento anulado, Kahahawai foi sequestrado pela mãe e marido de Thalia Massie, Grace Fortescue e Tenente da Marinha Thomas Massie respectivamente, e dois homens alistados na Marinha, Albert O. Jones e Edward J. Lord. Enquanto Thomas Massie interrogava-o em uma tentativa de forçar uma confissão de estupro, Kahahawai supostamente o atacou, e acabou baleado por Jones.

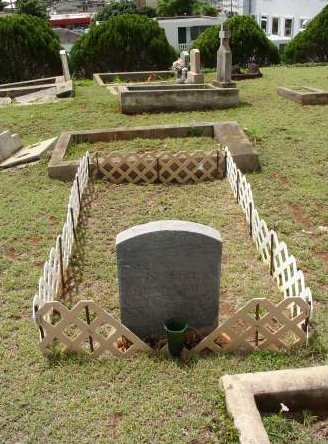
Sepultura de Joseph Kahahawai Jr., no Cemitério Puea em Kalihi, Honolulu.

Massie, Fortescue, Jones e Lord foram acusados de assassinato. O júri considerou-os culpados da menor acusação de homicídio culposo, e cada um deles foi condenado a 10 anos de prisão. A população branca, fortemente favorecida pelos cidadãos estadunidenses da Estação Naval de Pearl Harbor e os negócios que a apoiavam, ficou enfurecida. Sob pressão do contra-almirante Yates Stirling, Jr., comandante do 14º Distrito Naval da Marinha dos EUA (incluindo Pearl Harbor), e após ameaças de que a lei marcial seria imposta se as sentenças continuassem de pé, O governador territorial, Lawrence M. Judd, comutou as sentenças de 10 anos dos assassinos condenados para uma hora, a ser cumprida em seu escritório. Os quatro assassinos condenados deixaram o Havaí alguns dias após sua sentença de uma hora, o que impediu o novo julgamento dos quatro réus sobrevivente no caso de estupro de Thalia Massie.